# Hoofdklasse (mannenhandbal) 1972/73
De Hoofdklasse was de hoogste afdeling van het Nederlandse handbal bij de heren op landelijk niveau. In het seizoen 1972/1973 werd Sittardia landskampioen.

## Teams
| Club          | Plaats    | Provincie     |
| ------------- | --------- | ------------- |
| Aalsmeer      | Aalsmeer  | Noord-Holland |
| AHC '31       | Amsterdam | Noord-Holland |
| Attila        | Utrecht   | Utrecht       |
| Meteoor       | Eindhoven | Noord-Brabant |
| Olympia HGL   | Hengelo   | Overijssel    |
| Sittardia     | Sittard   | Limburg       |
| Raak/Swift    | Arnhem    | Gelderland    |
| Vlug en Lenig | Geleen    | Limburg       |

## Stand
| Pos | Team          | Wed | W  | G | V  | Ptn | DV  | DT  | +/− | Opmerking                                            |
| --- | ------------- | --- | -- | - | -- | --- | --- | --- | --- | ---------------------------------------------------- |
| 1   | Sittardia     | 14  | 13 | 1 | 0  | 27  | 244 | 165 | +79 | Deelname Europees kampioenschap voor landskampioenen |
| 2   | Raak/Swift    | 14  | 10 | 2 | 2  | 22  | 233 | 179 | +54 |                                                      |
| 3   | Vlug en Lenig | 14  | 8  | 2 | 4  | 18  | 204 | 198 | +6  |                                                      |
| 4   | AHC '31       | 14  | 5  | 4 | 5  | 14  | 163 | 172 | −9  |                                                      |
| 5   | Meteoor       | 14  | 3  | 2 | 9  | 8   | 177 | 193 | −16 |                                                      |
| 6   | Olympia HGL   | 14  | 4  | 0 | 10 | 8   | 178 | 208 | −30 |                                                      |
| 7   | Attila        | 14  | 4  | 0 | 10 | 8   | 193 | 243 | −50 |                                                      |
| 8   | Aalsmeer      | 14  | 3  | 1 | 10 | 7   | 189 | 223 | −34 | Degradatie naar de Eerste divisie                    |

## Uitslagen
| Thuis \ Uit   | AAL   | AHC   | ATT   | MET   | OLY   | SIT   | SWA   | V&L   |
| ------------- | ----- | ----- | ----- | ----- | ----- | ----- | ----- | ----- |
| Aalsmeer      |       | 22–12 | 18–13 | 11–14 | 16–11 | 10–13 | 10–11 | 13–18 |
| AHC '31       | 11–11 |       | 14–10 | 11–11 | 7–14  | 11–13 | 10–10 | 17–13 |
| Attila        | 18–16 | 8–13  |       | 16–15 | 17–15 | 16–21 | 11–20 | 14–15 |
| Meteoor       | 18–9  | 9–12  | 13–15 |       | 17–12 | 10–10 | 11–13 | 11–15 |
| Olympia HGL   | 16–14 | 13–14 | 18–16 | 16–11 |       | 9–15  | 13–17 | 10–11 |
| Sittardia     | 21–13 | 13–7  | 26–14 | 15–11 | 23–11 |       | 23–14 | 17–12 |
| Raak/Swift    | 32–14 | 12–11 | 23–12 | 15–13 | 18–9  | 13–15 |       | 11–11 |
| Vlug en Lenig | 15–12 | 13–13 | 16–13 | 23–13 | 12–11 | 14–19 | 16–24 |       |

|                     |
|                     |
| Sittardia 7de titel |

Nederlands kampioen zaalhandbal:
1954 · 1955 · 1956 · 1957  · 1958 · 1959 · 1960 · 1961 · 1962
Hoofdklasse:
1962/63 ·1963/64 · 1964/65 · 1965/66 · 1966/67 · 1967/68 · 1968/69 · 1969/70 · 1970/71 · 1971/72 · 1972/73 · 1973/74 · 1974/75 · 1975/76 · 1976/77
Eredivisie:
1977/78 · 1978/79 · 1979/80 · 1980/81 · 1981/82 · 1982/83 · 1983/84 · 1984/85 · 1985/86 · 1986/87 · 1987/88 · 1988/89 · 1989/90 · 1990/91 · 1991/92 · 1992/93 · 1993/94 · 1994/95 · 1995/96 · 1996/97 · 1997/98 · 1998/99 · 1999/00 · 2000/01 · 2001/02 · 2002/03 · 2003/04 · 2004/05 · 2005/06 · 2006/07 · 2007/08 · 2008/09 · 2009/10 · 2010/11 · 2011/12 · 2012/13 · 2013/14 · 2014/15 · 2015/16 · 2016/17 · 2017/18 · 2018/19 · 2019/20 · 2020/21 · 2021/22 · 2022/23 · 2023/24
Next Handball League
2024/25
Kampioenspoule / HandbalNL League (nacompetitie Super Handball League ):
2015 · 2016 · 2017 · 2018 · 2019 · 2020 · 2021 · 2022 · 2023 · 2024 · 2025